# سیارک ۲۰۲۷۰
سیارک ۲۰۲۷۰ (به انگلیسی: 20270 Phildeutsch، نامگذاری:1998FR30) بیست هزار و دویست و هفتادمین سیارک کشف شده‌است که در ۲۰ مارس ۱۹۹۸ کشف شد.
قدر مطلق سیارک برابر ۱۶٫۲ است.